# Hovno

Fekální vůz s nápisem „Vaše hovna – naše radost“

Hovno (v severoslezských oblastech guvno, v jihočeských a východočeských dialektech houno, Jungmann uvádí též hůvno) je český (a v různých variantách všeslovanský) vulgarismus praslovanského původu a různého významu (základní význam je exkrement, velmi rozšířený je druhotný význam nic, vycházející z toho, že lejno je věc bezcenná a nepoužitelná, slovo je také užíváno v různých ustálených frazeologismech, je možné ho použít také jako samostatné citoslovce ve významu velmi intenzivního záporu). Slovo je odvozeno od praslovanského kořene *gov-, což znamená dobytek, původně slovo označovalo pouze lejno hovězího dobytka, na výkaly obecně se význam rozšířil až později. Ve slušnější řeči se slovo někdy nahrazuje slovem houby ve funkci eufemismu nebo zdrobnělinou hovínko, která není míněna natolik vulgárně[zdroj⁠?!].

## Etymologie
Slovo má obdoby ve všech slovanských jazycích (například rusky a bulharsky говно, polsky gówno, srbochorvatsky govno, česky a slovensky hovno). Ve slovanských jazycích se vyvinul z praslovanského *govьno (hvězdička znamená, že jde o hypotetický, v praxi nedoložený tvar), což je původně adjektivní odvozenina patrně od základu *gov- ve významu dobytek, zejména skot (srovnej česká slova hovězí, hovado). Termín tedy původně označoval výlučně lejno hovězího dobytka, později se význam přenesl na exkrementy dalších zvířat i lidí. Starší etymologie operují s původem v sanskrtském termínu gúvati („cacat“) či góhanna / gúvana (tj. zvířecí hnůj, Jungmannův slovník česko-německý).

## Základní význam
Slovo hovno má základní, prvotní význam výkal, exkrement, jejich vulgární ekvivalent. Některé slovníky zdůrazňují, že jak výkal lidský (ten ovšem zejména) tak i zvířecí.

## Přenesený význam

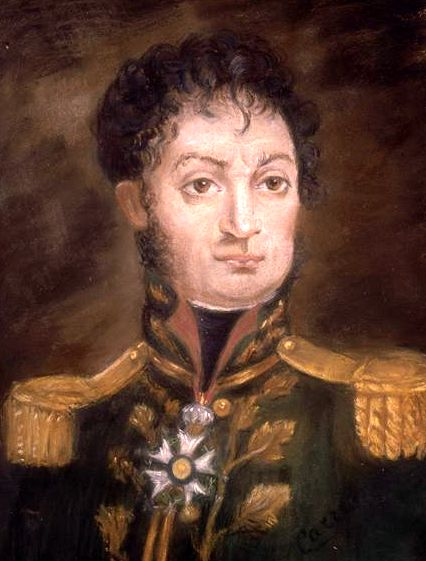
Francouzský důstojník Pierre Cambronne

Z prvotního je odvozen druhotný význam, totiž vyjádření velmi intenzivního a vulgárního záporu, synonymum k ne nebo nic. A to jako
- samostatný zápor, odmítnutí, zamítavá odpověď
- jako větný zápor,
- jako synonymum slova nic, například vědět hovno (nevědět nic), být na hovno (nebýt k ničemu); pak ovšem ve větě s kladným přísudkem (slovesem),
- přídavné jméno, významem žádný, nijaký, zcela špatný
- v jiných frazeologismech, např. jako citoslovce, viz níže.

Takové přenesené užití má obdobu v řadě dalších jazyků.
Tento význam (nic) může být dále zdůrazněn a stupňován některými spojeními (např. velký hovno, těžký hovno, kulový hovno), v nichž se zčásti odráží původní význam slova. Zvláště „kulový“ pak bývá používáno samostatně jako eufemistická náhrada, s menší intenzitou vulgarity, např. „Víš (velký) kulový.“
U jiných stupňování je tento původní význam naopak zastřen a s výrazem hovno se po vzoru slova nic pracuje jako se zájmenem, které nemůže být doplněno adjektivem, ale adverbiem (lautr hovno).
Výraz hovno může být použit jako samostatný větný zápor, tedy jako ekvivalent samostatné větné odpovědi „Ne!“ Užívá se tedy jako výraz silného odmítnutí výzvy. Toto použití má svůj ekvivalent i v jiných jazycích, např. ve francouzštině. (Srovnej příběh o bitvě u Waterloo, podle kterého na výzvu kteréhosi anglického generála, aby se jeho jednotka vzdala, odpověděl francouzský důstojník Pierre Cambronne: „Merde!“ – „Hovno!“, načež se jeho vojáci vrhli do boje. Victor Hugo při popisu této epizody v románu Bídníci napsal, že jde o „nejkrásnější slovo, jaké kdy Francouz řekl“. Ve francouzštině se podle této historky začal užívat eufemismus pro slovo merde "mot de Cambronne" – Cambronnovo slovo a sloveso „cambronniser“ – cambronnovat, tj. říkat "hovno".)
Dále může výraz hovno i houby fungovat v platnosti přídavného jména ve významu „žádný“ či „k ničemu“ (Slovník nespisovné češtiny uvádí příklady z Oty Pavla: „Proti Jardovi seš houby řidič“ a „Já jsem ti hovno přítel.“) a rovněž jako citoslovce překvapení.
Některé frazeologismy se ovšem vymykají i těmto významům:
- sežrat Šalamounovo hovno znamená pokládat se za moudrého[10]).
- házet hovny má význam nadávat, mluvit vulgárně, kde je význam slova autoreferenční – slovo odkazuje na slovo samo.

Nadměrné, nepřiměřené užívání vulgarizmů je podle řeckého ekvivalentu kopros nazývá koprolálie. Stejného původu je i rčení jít do kopru, jež má i jadrnou podobu „jít do hoven“ (jen mn. č.), tj. úplně (se, věc) pokazit, zkazit.

## Frazeologismy
Sbírka Lidová rčení (první vydání 1947), sestavená významným překladatelem Jaroslavem Zaorálkem, uvádí následující úsloví, v nichž výraz figuruje: mít / dostat hovno (tj. nic),  zaplatit to i s hovnama (zaplatit vše, do haléře), mazat se s hovnem (zabývat se něčím nepříjemným), nemá něco, ani co by hovno osolili (má něčeho velice málo), má v sobě ještě civilní hovno (o nováčkovi na vojně), musí vidět každé hovno (je příliš zvědavý), podávali jsme si hovno přes plot (jsme vzdálení příbuzní), jedno oko má rybí a druhým hovno vidí (je krátkozraký), myší hovno za pepř udávat (klamně vydávat něco špatného za něco dobrého), bere každé hovno dvakrát na vidličku (je puntičkářský), hovno by po sobě sežral (je lakomec), plést z hovna bič (dělat něco marného), vzduch namazaný od hovna (vzduch páchnoucí větry). S názvem byliny čertovo hovno dále operuje frazeologismus toho nevykouříš ani čertovým hovnem (o neodbytném člověku).
Slovník české idiomatiky a frazeologie z roku 1983 editovaný Františkem Čermákem uvádí přirovnání: být zmrzlý jako hovno, držet se někoho / někoho jako hovno košile (popř. lepit se na někoho jako hovno na košili, tj. být nesamostatný, případně vtíravý), maže se to jako hovno (o mazlavé hmotě), nese se jako hovno na lopatě / v oleji (o nafoukaném člověku), smrdět jako hovno, mít peněz jako hoven (ev. jako sraček), mazat se s něčím jako s hovnem / s malovaným hovnem (chovat se s přehnanou uctivostí), výraz šlápnout do hovna (dostat se do problémů) a větné výrazy „Z hovna bič neupleteš“, „Hovno mu líže košili“ (o někom, kdo náhle pocítil tělesnou potřebu), „Je mu to hovno / prd platný“, „Všechno je na hovno, akorát včely na med, a ten je taky na hovno“, „Do toho je mu hovno“, „Kdo dlouho líhá, hovno mívá“, „Čím víc se s hovnem mažeš, tím víc smrdí“, „Do hovna se nemá šlapat“, „hovno by pod sebou sežral“, „Víš co znamená myslet? Hovno vědět“, „Až pokvetou hovna“.
Šmírbuch jazyka českého Patrika Ouředníka (první, exilové vydání 1988) uvádí následující výrazy a obraty: mít štyry voči a hovno vidět (nosit brýle), bejt chytrej jak hovno, jak Šalamounovo hovno, myslí si, že jeho hovno nesmrdí, nýst se jak hovno ve voleji, jak hovno na lopatě (b. domýšlivý), tlustý hovno (doutník), posílat hovno poštou, srát se s tim jak s hovnem (b. puntičkářský), čumět jak zmrzlý hovno (nevlídně, nevraživě hledět), čumět jak hovno u patníku, jak hovno do fotobuňky (hledět hloupě, vyjeveně), bejt blbej jak hovno, mít místo mozku hovno (b. hloupý), bejt tlustej jak z hovna bič (b. hubený), srát (na koho) jak hovno pod Petřínem (ignorovat, přehlížet), táhnout se jak hovno po silnici (jít pomalu), hovno mu líže trencle (mít puzení), hovno jak bič, cep, kábel, svorník, větrník ("druhy" výkalu), žrát vlastní hovna (b. lakomý), hodit, klopit na to hovno (ztratit, nemít zájem), bejt (komu) hovno na vidličce (lhostejné), tahat se o Leninovo hovno (přít se o malichernost), "poser se a budeš mít hovno" (marné, zbytečné), bejt na hovno, k hovnu, hovnový, bejt platný jak myší hovno v kroupách, jak nahýmu hovno v kapse (k ničemu), mít hovno u prdele, bejt zelenej jak spařený hovno (b. mladý, nezkušený), dělat z prdu velký hovno, plíst z hovna bič (zveličovat), bejt nenápadnej jak třímetrový, pětimetrový hovno na silnici, hovno na dálnici (b. nápadný), dostat hovnem mezi voči (nepochodit, b. odmítnut), bejt příjemný jak hovno na hlavě (b. nepříjemné), rozumět tomu jak hovno vejcím (nerozumět), bejt po kolena v hovnech (b. v nesnázích), bejt zelenej jak zpuchřelý hovno (b. nemocný), bejt jak syrový hovno (b. nevýrazné), "v prdeli byl, hovno zažil" (nezkušený), kulový, velký, těžký, lautr hovno, ani hovno, hovno celá, nula desetina (nic), lepit se jak mokrý hovno, držet se jak hovno košile, trenclí (obtěžovat, dotírat), "zalez do boudy a sežer hovno" (odbýt, odmítnout), šlápnout do hovna (dopustit se přehmatu), motat se jak na zmrzlym hovně (b. opilý), mít hovno v botě (b. nemajetný), rozvalit se jak hovno po koberci (pohodlně se posadit), nechodit vokolo hoven, kolem horkýho hovna (nebrat si ubrousky), dát si hovno se smetanou (praktikovat koitus analis), uhánět jak s teplým hovnem, letět jak hovno za stíhačkou (spěchat), fík jako hovno (stejné, shodné), klepat se jak hovno v rosolu, jak hovno na vidličce (mít strach), nevysrat eště civilní hovno (b. krátce na vojně), odeslat hovno potrubní poštou (vykálet se), smrad jako dyž se hovna pečou, smrdět jak hovno v troubě (o zápachu), umět šlapat v hovnech (b. zkušený, protřelý), bejt zmrzlej jak hovno za polárním kruhem (chvět se zimou).

## Odvozeniny
Existuje také celá řada odvozenin od tohoto výrazu ve formě různých slovních druhů.
Již Jungmannův slovník uvádí krom základního tvaru též varianty hovniště (= hnojiště), hovnivý ("kde hovna jsou"), hovnivec (ve Slovníku přeloženo pouze latinským merdifex – „tvůrce hoven“) a hovnový („hovna se týkající“, např. zápach). Uvádí také regionální variantu hůvno a eufemizující "ono neb enono".
Obrátil uvádí odvozeniny hovnajs (dle Obrátila zmírněný výraz), hovnivál (také ve variantách hovnál, hovnoval, hovnivár), hovník (zadnice, řiť – v jiném významu také botanický termín), hovnisko (velké lejno), hovniti se (mazlit se s někým, snad souvisí spíše se slovem hovět), hovnocuc (krom "přístroje na vysávání kalu" uvádí také frázi "doktor Hovnocuc" ve smyslu střevní specialista), hovnostář (ironická zkomolenina od hodnostář) a hovnovozič ("kdo vozí na trakaři hnůj na pole"). Dále uvádí onomatopoickou variantu hovíno a středověké osobní jméno Hovnojedek.
Slovník nespisovné češtiny uvádí odvozeniny hovňous, hovňousek (zbabělec, bezvýznamný, směšný člověk), hovnosběrka, hovnolapka (bota se vzorkem traktorové pneumatiky), hovnivál (chrobák, hloupý muž) a hovnocuc (fekální vůz).
Šmírbuch jazyka českého Patrika Ouředníka uvádí: hovnajs (používáno jako zaklení, jde o překlad francouzského neologismu merdre z divadelní hry Alfreda Jarryho Král Ubu), hovňajs, hovnáles, hovnink, hoviš (nic), hovník, hovnovod (řiť), hovnochcap, hovnivál (zbabělec), hovnonosky, hovnošlapky (boty), hovnový (zbytečný, marný), balada hovnová (nuda), hnát (koho) hovnovou holí (vykázat, vyhnat někoho odněkud), zhovnit (změšťáčtět), zhovnit, pohovnit (zkazit, pokazit).

## Eufemismy

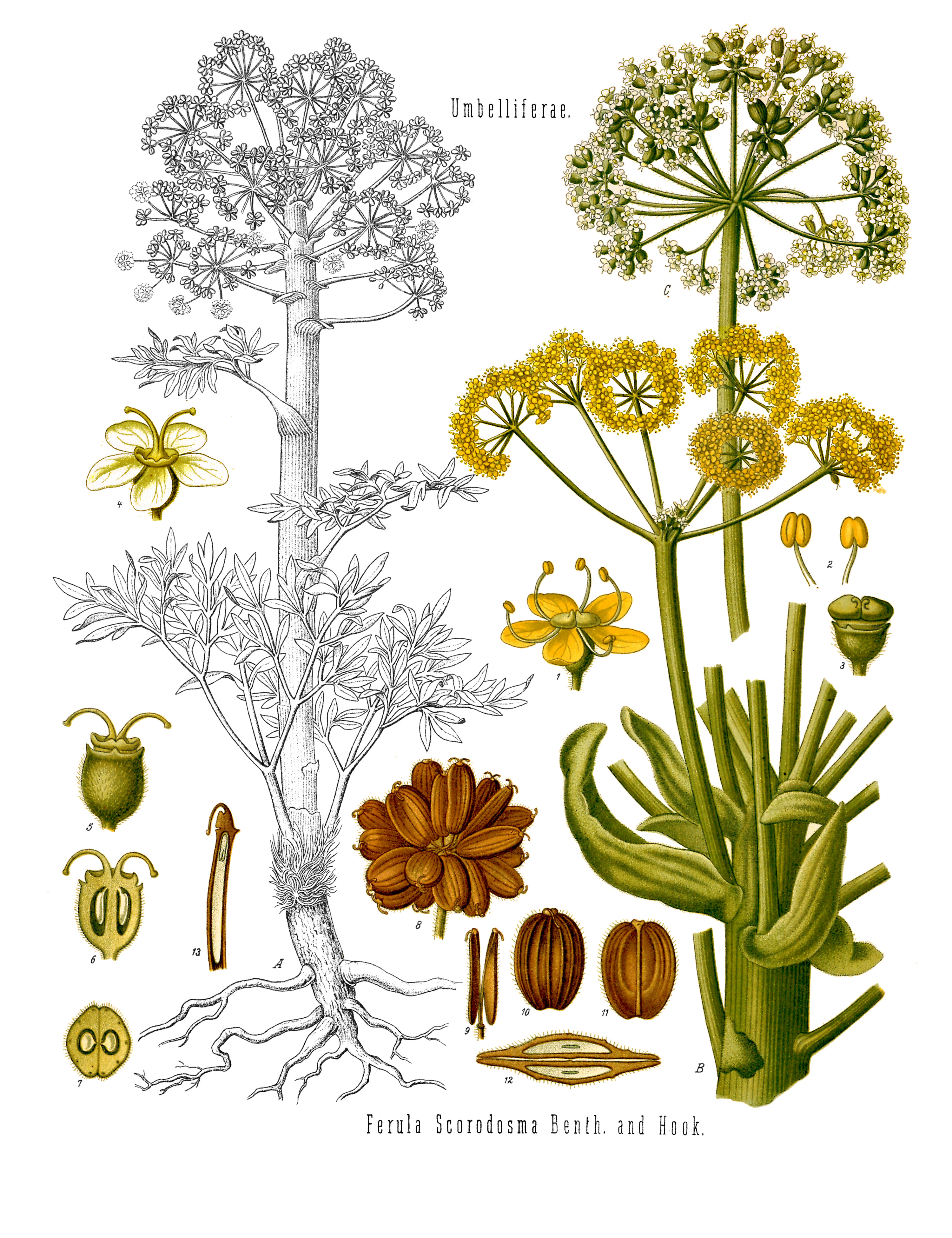
Rostlina Asa foetida, známá jako čertovo hovno

Ve slušnější řeči je namísto termínu samotného užíván aliterující eufemismus houby (houbičky, houbičko, houbec, houbelec, houbeles a podobně), a to především ve smyslu vyjádření záporu (tj. nikoli pro exkrement). Tento druh formulace se z češtiny přenesl i do sudetské němčiny, kde se bezvýznamná věc označovala jako Schwamm, tedy (mycí) houba. V kontextu vulgarismů jde o obvyklý jev, v češtině existuje ještě např. náhrada kurňa, "kurník" za kurva. Tento jev nahrazování jazykových tabu podobně znějícími slovy je běžný i v jiných jazycích.
Některé z výrazů odvozených od výrazu hovno, které se používají pro označení různých skutečností různých oborů, už nemají expresivní funkci nebo jen velmi mírnou:
- hovnivál – chrobák, kladoucí vajíčka do trusu,
- hovník – rod jednoděložných rostlin Ascobolus,
- čertí hovno – koření asa foetida,[16]
- medvědí hovno – dlouhodobě lepivý těsnicí tmel na bázi butylkaučuku,[17]
- hovnocuc – fekální vůz,
- vraní hovno – houba pýchavka obecná[18].

## Kultura
Slovo hovno je používáno v kultuře, zejména v literatuře a filmu, většinou v přímé řeči jako prostředek jazykové charakterizace postavy či prostředí, prostředek k šokování veřejnosti, prostředek pro zvětšení drsnosti či realističnosti textu. Někdy mají též vulgarismy čistě komickou funkci. (Všechny tyto možnosti použití v sobě spojují např. Haškovy Osudy dobrého vojáka Švejka).
Termín hovno je doložen už ve středověku (například v nejstarším českém dramatu Mastičkář – „o svém pánu i hovna netbáš“). původně bylo slovo hovno pociťováno bezpříznakově (Jan Hus jej dokonce užívá v kázáních a parafrázích bible v čistě náboženském kontextu: „Proto váží sobě Buoh kněžské svátky za hovno, že opúštějí nábožnů modlitbu.“), vulgární vnímání se vyvinulo až později (stejně tak slovo kurva bylo ve středověké češtině zcela bezpříznakovým označením prostitutky). V renesanční literatuře je možné termín najít v Prostopravdě Mikuláše Dačického z Heslova (v básni Marná sláva a paní Pejcha tohoto světa je dvojverší: „Nemůžť nijakž jabku hovno / ve všem všudy býti rovno“), v období barokním u Jana Amose Komenského (Dvéře jazyků odevřené, 268: „Neb žilky mlíčné zažitost vysávají a ji (zbytků hustších skrze střeva a řit ven vybývajíc, jenž lejna a hovna slovou) donášejí k játrám: kdež se znovu děje oddělení.“), v té době je již doloženo především ve folklorní slovesnosti a jejích záznamech[zdroj⁠?!], například u Jana Jeníka z Bratřic, což může svědčit o jisté tabuizaci[zdroj⁠?!], je ale doloženo i u barokních kazatelů[zdroj⁠?!].
Jungmannův Slovník sice slovo uvádí, ale označuje ho již za „břidké“ a uvádí k němu již některé dnes již zapomenuté eufemismy, doklady z literatury ale existují, např. ve Křtu svatého Vladimíra Karla Havlíčka Borovského či v „neoficiálních“ dílech Jaroslava Vrchlického).
Výraz je také používán poměrně často v české literatuře 20. století, z poesie např. u Egona Bondyho, který v rozsáhlé básni Pražský život zlehčuje realitu ČSSR: "...Avšak všechno si to bude stejně rovno. / Na Hradčanech přesto stojí psáno: Hovno / Hovno vláda hovno demokracie a hovno svoboda / hovno skvělá hospodářská prosperita národa...", ve vážnějším kontextu v závěru básně Vladimíra Holana Nepřátelům: "Být není lehké... Lehká jsou jen hovna..." Věta „Hovno je vždycky jenom hovno.“ je také posledním zápisem v denících básníka a disidenta Jana Zábrany.
Prvním použitím v názvu české knihy (nepočítáme-li samostatný bibliofilský tisk Vrchlického již zmiňované básně z roku 1932) byla sbírka povídek Hovno hoří Petra Šabacha z roku 1994, na jejíž motivy později vznikl film Pelíšky (název knihy je odvozen z prologu, v němž autor popisuje zcela vážnou diskusi dvou mladíků, zda hovno hoří, či nikoli).